# Stephen Murphy
Stephen Murphy, detto Steve (Tennessee, 1957), è un poliziotto statunitense in pensione della Drug Enforcement Administration (DEA) statunitense che, insieme a Javier F. Peña, è stato uno dei principali investigatori nella caccia all'uomo del signore della droga colombiano e leader del cartello di Medellín, Pablo Escobar.

## Biografia
Murphy è cresciuto a Princeton, West Virginia, dove si è laureato alla Princeton High School nel 1974 e ha frequentato la West Virginia University per un anno.
Si è trasferito al Bluefield State College, dove si è laureato con un diploma di laurea in giustizia penale nel 1981.
È entrato a far parte della DEA a metà degli anni '80 e ha iniziato a lavorare a Miami, dove è rimasto per quattro anni, prima di essere trasferito a Bogotá, in Colombia.
Ha giocato un ruolo importante nell'uccisione di Escobar. Dopo la morte di Escobar, nel dicembre 1993, è tornato negli Stati Uniti, dove ha continuato a lavorare con la DEA fino al suo pensionamento nel 2013. Oggi dirige uno studio di consulenza privato delle forze dell'ordine.

## Cultura di massa
Il suo personaggio è stato interpretato dall'attore Boyd Holbrook nella famosa serie TV Netflix Narcos. Murphy stesso e Peña hanno lavorato come consulenti nello show e ha fatto un'apparizione cameo nell'ultimo episodio della stagione 2, "Al Fin Cayó!".

## Opere
- Caccia a Pablo Escobar - scritto insieme a Javier F. Peña. 2019, Edizione Italiana: Newton Compton Editori - ISBN 978-88-227-3381-8.
- Manhunters: How We Took Down Pablo Escobar. Edizione originale: Simon & Schuster Australia - ISBN 978-1-76085-323-5